# Emballonura monticola
Emballonura monticola (Temminck, 1838) è un pipistrello della famiglia degli Emballonuridi diffuso nell'Ecozona orientale.

## Descrizione

### Dimensioni
Pipistrello di piccole dimensioni, con la lunghezza dell'avambraccio tra 43 e 45 mm, la lunghezza della coda tra 11 e 14 mm, la lunghezza delle orecchie tra 12 e 13 mm e un peso fino a 5,5 g.

### Aspetto
La pelliccia è liscia e brillante. Le parti dorsali variano dal bruno-rossastro al marrone scuro, mentre le parti ventrali sono marroni. Il muso è appuntito, con il labbro superiore che si estende leggermente oltre quello inferiore, le narici sono ravvicinate, si aprono frontalmente e sono separate da un piccolo cuscinetto triangolare. Gli occhi sono piccoli. Le orecchie sono corte, separate tra loro, triangolari, rivolte posteriormente e con una concavità sul bordo esterno appena sotto la punta. Il trago è stretto e con l'estremità arrotondata. Le membrane alari sono nerastre e attaccate posteriormente alla base dei piedi. I piedi sono piccoli. La coda è lunga e fuoriesce dall'uropatagio a circa metà della sua lunghezza. Il calcar è molto lungo.

## Biologia

### Comportamento
Si rifugia in gruppi fino a 100 individui nelle grotte calcaree, fenditure rocciose e sotto tronchi abbattuti.

### Alimentazione
Si nutre di insetti catturati nella foresta. Occasionalmente è stata osservata nutrirsi anche di piccoli frutti.

### Riproduzione
Danno alla luce un piccolo due volte l'anno tra febbraio e marzo e da ottobre a novembre. Alla nascita pesano circa un quarto del peso della madre.

## Distribuzione e habitat
Questa specie è diffusa nel Myanmar meridionale, Thailandia peninsulare, Penisola malese, Sumatra, Isole Riau, Bangka, Belitung, Enggano; isole lungo le coste sud-orientali della penisola malese: Pulau Redang, Pulau Perhentian Besar, Pulau Tioman Babi Besar; Isole Batu, Nias, Giava, Sulawesi, Buton e Borneo.
Vive nelle foreste secondarie fino a 330 metri di altitudine.

## Conservazione
La IUCN Red List, considerato il vasto areale, la popolazione presumibilmente numerosa e la presenza in diverse aree protette, classifica E.monticola come specie a rischio minimo (Least Concern).